# 水町勇一郎
水町 勇一郎（みずまち ゆういちろう、1967年11月15日 - ）は、日本の法学者。専門は労働法。早稲田大学教授。佐賀県出身。弟子に、原昌登（成蹊大学教授）、長谷川珠子（福島大学准教授）、柴田洋二郎（中京大学教授）らがいる。

## 略歴
- 1986年 - 佐賀県立佐賀西高等学校卒業
- 1990年 - 東京大学法学部卒業
- 1990年 - 東京大学法学部助手
- 1993年 - 東北大学法学部助教授
- 2004年 - 東京大学社会科学研究所助教授
- 2007年 - 東京大学社会科学研究所准教授
- 2010年 - 東京大学社会科学研究所教授
- 2024年 - 早稲田大学法学学術院教授

- 1999年・パリ第10大学客員教授、2002年・ニューヨーク大学客員研究員などを歴任。

## 単著
- 『パートタイム労働の法律政策』（有斐閣、1997年3月）
- 『労働社会の変容と再生：フランス労働法制の歴史と理論』（有斐閣、2001年11月）
- 『集団の再生：アメリカ労働法制の歴史と理論』（有斐閣、2005年11月）
- 『労働法入門 新版』（岩波書店（岩波新書）、2019年6月）
- 『労働法　第9版』（有斐閣、2022年3月）